# Insuflator
Insuflator – urządzenie medyczne wytwarzające i utrzymujące odmę otrzewnej. Urządzenie sterujące insuflatorem umożliwia regulację przepływu oraz utrzymanie stałego ciśnienia gazu w jamie otrzewnej.
Operacje chirurgiczne przeprowadza się zazwyczaj przy ciśnieniu 12-15 mm Hg. Wyróżniamy insuflatory niskoprzepływowe (używane podczas laparoskopii diagnostycznej) oraz wysokoprzepływowe - dla celów operacyjnych potrzebny jest przepływ ok. 10 l/min.
Najczęściej używanym gazem jest dwutlenek węgla ze względu na niski koszt i niepalność. Jest szybko absorbowany, a w razie przedostania się do układu żylnego stwarza niskie ryzyko zatoru gazowego. W laparoskopii wykorzystuje się też inne gazy: powietrze, tlen, azot, podtlenek azotu i hel. Gaz może być dostarczany z butli lub z instalacji centralnej.
Desuflacja to usunięcie gazu z odmy otrzewnej przy zakończeniu procedury.

Przeczytaj ostrzeżenie dotyczące informacji medycznych i pokrewnych zamieszczonych w Wikipedii.